# Vogtländische Ritterschaft
Die Vogtländische Ritterschaft war ein korporativer Zusammenschluss des im Fürstentum Brandenburg-Kulmbach landsässigen Adels.

## Geschichte
In den fränkischen Hochstiften, wo die adeligen Domkapitel maßgeblichen Einfluss auf die Politik des aus ihren Reihen gewählten Fürstbischofs ausüben konnten, gelangte die Freie Reichsritterschaft zu einer besonderen Blüte. Im Gegensatz dazu stellten sich im Fürstentum Brandenburg-Kulmbach das gleichbleibende Hausinteresse der Hohenzollern, deren Unabhängigkeit gegenüber dem Adel und das straffere politische Gefüge innerhalb des Territoriums dem Freiheits- und Unabhängigkeitsdrang des Adels mit Nachdruck entgegen. So konnte sich innerhalb des von den Hohenzollern regierten Landes nur eine Adelsgesellschaft zwischen reinem Landsassiat und freier Reichsritterschaft, das Corpus Voitlandicum oder die Vogtländische Ritterschaft, ausbilden. Die Mitgliedschaft in der Vogtländischen Ritterschaft begründete sich nicht in der Abstammung aus einer besonderen Familie, sondern war ausschließlich über den Besitz eines inkorporierten Ritterguts möglich. Diese Güter verteilten sich über die markgräflichen Landes- bzw. Amtshauptmannschaften Hof, Wunsiedel und Bayreuth und Kulmbach; im Unterland waren vogtländische Rittergüter unbekannt.
1615 unterwarf sich der vogtländische Adel vertraglich (Submissions-Agnitions-Rezess) der landesherrlichen Obrigkeit des Markgrafen Christian von Brandenburg-Kulmbach, wofür der Landesherr deren korporativen Zusammenschluss zur Vogtländischen Ritterschaft sanktionierte und ihr einen eigenen verfassungsrechtlichen Status verlieh. Zudem gewährte er den einzelnen Herrschaftsträgern besondere Privilegien wie die Religions- und Steuerfreiheit sowie die Beibehaltung bisheriger Jurisdiktions- und Immunitätsgerechtsame. Dass diese Politik "mit Zuckerbrot und Peitsche" von Erfolg gekrönt war, kann nur mit der besonderen Lage der vogtländischen Güter innerhalb des relativ geschlossenen Herrschaftsbereichs der Markgrafen im Norden und Osten des Markgraftums, das zudem in dieser Region an Fürstentümer mit ebenfalls landsässiger Ritterschaft grenzte, erklärt werden.
1662 besteuerte Markgraf Christian Ernst auf Grund des Reichstagsabschieds von 1654, der ausdrücklich ein separates Besteuerungsrecht des Landesherrn für Bedürfnisse der stehenden Armee vorsieht, erstmals auch die Voigtländische Ritterschaft, die bisher wie die Reichsritterschaft nur gegenüber dem Reich und dem Reichskreis (de jure freiwillige) Abgaben entrichtet hatte (subsidium caritativum)
1663 schlossen sich auch Teile des bisher reichsunmittelbaren Ritteradels des Bayreuther Raumes aus dem Ritterkanton Gebürg dem Korpus des Vogtländischen Adels an und schwächten so den Kanton Gebürg aufs Neue. Vorausgegangen waren weitere, vom Markgrafen für seinen landsässigen Adel erlassene wirtschaftliche Vergünstigungen. Auch die Ritterschaft der Bezirke Kulmbach und Neustadt/Aisch schlossen sich 1663 an die Voigtländische Ritterschaft an (Assoziierte Voigtländische Ritterschaft).

## Liste der inkorporierten Rittergüter
| Rittergut                         | Bemerkung |
| --------------------------------- | --- |
| Alladorf                          | Ein Viertel vom Dorf- und Reutzehnt |
| Brandstein bei Berg               | Schloss |
| Bug                               | Vorwerk |
| Bug                               | Rittergut, Patronatsrecht, Halsgericht mit den Besitzern des Ritterguts Weißdorf gemeinschaftlich, Schul-, Brau- und Hirtenhaus.                                                                  |
| Cottenau                          | Ein Gut |
| Creußen                           | Die Behausung und ein Burggut in der Vorstadt, ein halber Hof zu Losau und neun Weiher |
| Culmitz und Döbrastöcken          | Ein Gut und das Vorwerk |
| Döhlau                            | Drei Rittergüter, darunter das heutige Schloss Döhlau |
| Dörnthal                          | Rittergut |
| Dressendorf                       | Zwei halbe Höfe, zwei Sölden, Niedergerichtsbarkeit |
| Eppenreuth                        | Zwei Höfe |
| Epplas                            | Verschiedene Stücke und Güter |
| Erkersreuth                       | Sitz, Hohe Jagd, Obergerichtsbarkeit, Schriftsässerei |
| Espich                            | Wald von 138 Tagwerk |
| Erbsbühl                          | Verschiedene Stücke und Güter |
| Fahrenbach                        | Rittergut mit Schriftsässerei |
| Fattigau                          | Niedere Jagd in der Revieren der Verwaltung Fattigau |
| Feuln                             | Die Getreidegült und den Geldzins von einem Hof |
| Förbau                            | Rittergut mit Obergericht und Schriftsässerei |
| Fohrenreuth                       | Ein Gut |
| Fülgendorf (?)                    | Rittergut mit der Niederen Jagd auf dem Rittergutsgrund |
| Frankenberg                       | Ein Hof und eine Sölde |
| Frosch- und Schneckengrün         | Rittergut, Obergerichtsbarkeit |
| Fölschnitz                        | Verschiedene Stücke und Güter |
| Feilitzsche Lehen                 | Felder und Wiesen in Kemlas, welche Bauern in Kemlas, Blankenberg und Schnarchenreuth zu Lehen haben.                                                                                             |
| Götteldorf (Gottersdorf?)         | Rittergut, Schriftsässerei |
| Göppmannsbühl                     | Rittergut |
| Goldkronach                       | Rittergut |
| Gottsmannsgrün                    | Rittergut mit Gemeindeherrschaft, Niederer Jagd und Niedergerichtsbarkeit |
| Grafenreuth                       | Rittergut der Gravenreuth |
| Gumpertsreuth                     | Rittergut mit Schriftsässerei |
| Guttenthau                        | Der sogenannte Rosenhof |
| Haidhof und Kotzmannsreuth        | Rittergut |
| Hartmannsreuth Oberhartmannsreuth | Eineinhalb Höfe, einige Äcker und Wälder, der sogenannte Plosenberg und eine Erbschenke zu Trogen                                                                                                 |
| Haselbrunn (?)                    | Zwei Höfe |
| Hartungs                          | Rittergut |
| Hesselbach (?)                    | Rittergut mit Hoher Jagd, Wildgruben und Niedergerichtsbarkeit |
| Hofeck                            | Rittergut mit dem Vorwerk Schartenmauer |
| Isaar                             | Vorwerk, Gemeindeherrschaft zu Joditz, Hohe Jagd im Leuchtholz, Hirschstein und Kulm |
| Issigau                           | Rittergut mit Hoher Jagd, Hochgerichtsbarkeit und Schriftsässerei. |
| Joditz                            | Ein Hof, ein Haus |
| Kothigenbibersbach                | Ein Drittel des Zehnten |
| Körber (?)                        | Ein halber Hof, zwei Wohnhäuser, Niedergerichtsbarkeit |
| Konradsreuth                      | Rittergut, der Cöstlerische Hof, Obergerichtsbarkeit |
| Korbersdorf                       | Ein Hof, Hohe Jagd |
| Krötenbruck                       | Vorwerk |
| Krötendorf (?)                    | Vorwerk |
| Küschwitz                         | Zwei Höfe |
| Lanzendorf                        | Rittergut |
| Laineck                           | Schloss, Höfe und Güter auf dem Rodersberg, das Vorwerk zu Ützdorf, Niedergerichtsbarkeit |
| Lipperts                          | Rittergut |
| Lippertsgrün                      | Rittergut und Vorwerk |
| Losau                             | Drei Höfe |
| Lorenzreuth                       | Der ganze Zehnt |
| Münchenreuth                      | Rittergut mit Hochgerichtsbarkeit |
| Meyernberg                        | Rittergut |
| Moschendorf                       | Das Stelzengut |
| Naila                             | Eine Herberge, ein kleines Gut und zwei kleine Häuser in Froschgrün, ein Ort Holz in Geiersbach, ein halber Hof in Klingelsporn, der obere Teich dortselbst und ein Stück Holz am Griesbacher Weg |
| Nentschau                         | Rittergut mit Obergerichtsbarkeit |
| Neudrossenfeld                    | Rittergut |
| Neuenhaus                         | Schloss |
| Neuhaus an der Eger               | Dorf |
| Oberhöchstädt                     | Rittergut |
| Oberkotzau                        | Rittergut mit Schriftsässerei, Obergericht, Niederer Jagd und Patronatsrecht über die Kirchen zu Oberkotzau und Kautendorf, Schloss Oberkotzau                                                    |
| Oberredwitz                       | Rittergut mit Patronatsrecht und Kirchensatz, Obergericht und Schriftsässerei |
| Oberröslau                        | Rittergut mit Schriftsässerei |
| Oberschwarzach                    | Der ganze Zehnt, ein Weiher |
| Oberwaiz                          | Rittergut |
| Ploessen                          | Stücke in Ploessen, Poppenreuth und Strass; die im Amt Münchberg gelegenen Höfe und Güter. |
| Pöllersdorf                       | Zwei halbe Höfe und eine Sölde, Niedergerichtsbarkeit |
| Prex                              | Vorwerk |
| Rauschenberg (?)                  | Rittergut |
| Regnitzlosau, hinter der Kirche   | Rittergut mit Schriftsässerei |
| Regnitzlosau, Hohenberg           | Rittergut mit Schriftsässerei und Obergerichtsbarkeit |
| Regnitzlosau, Niedernberg         | Rittergut |
| Reitzenstein                      | Schloss, Hochgerichtsbarkeit, Hohe Jagd und Schriftsässerei sowie das Patronatsrecht über die Pfarrei Issigau.                                                                                    |
| Riegelstein                       | Schloss mit Wildbann und Kirchenlehen sowie dem Zehnt zu Riegelstein |
| Röthenbach                        | Rittergut mit Schriftsässerei und Gütern zu Bergnersreuth, Seussen, Braunersgrün und Schirnding                                                                                                   |
| Rothenbürg                        | Vorwerk |
| Sachsen (?)                       | Rittergut Waldsachsen und Dettendorf, Niedergerichtsbarkeit und Niedere Jagd |
| Sandreuth (?)                     | Einige Untertanen, Zins- und Gültleute samt den dazugehörigen Wiesen, Wäldern und Fischwassern zu Sandreuth                                                                                       |
| Scharten                          | Rittergut mit Obergerichtsbarkeit |
| Schlegel                          | Rittergut |
| Schönwald                         | Rittergut mit Obergerichtsbarkeit |
| Schwarzenbach am Wald             | Ein Wohnhaus |
| Schwarzenbach an der Saale        | Rittergut mit Schriftsässerei, Obergerichts und Gemeindeherrschaft sowie Patronatsrecht über die Kirche in Schwarzenbach                                                                          |
| Schwarzenstein                    | Rittergut |
| Seidenhof                         | Rittergut |
| Seubottenreuth (Seybothenreuth)   | Rittergut |
| Seußen                            | Schenkrecht |
| Tauperlitz                        | Rittergut mit Schriftsässerei |
| Tiefenthal                        | Rittergut |
| Trogen                            | Vorwerk, ein Gut die „Zech“ genannt. |
| Unterhöchstädt                    | Rittergut mit Schriftsässerei, ein Hof und drei Weiher zu Rügersgrün |
| Voita (?)                         | Ein Gülthof, ein Söldengut, Zehnt |
| Weinzlitz                         | Rittergut und Vorwerk |
| Weißdorf                          | Rittergut mit Hochgerichtsbarkeit und Patronatsrecht, Jagdrecht zu Dorf und Feld, Brau- und Hirtenhaus.                                                                                           |
| Wilhelmsdorf (?)                  | Rittergut mit Niedergerichtsbarkeit und Niederer Jagd, Fischrecht in der Aurach innerhalb des Rittergutsbezirks, Patronatsrecht                                                                   |
| Windischenhaig                    | Ein Gülthof |
| Wüstenstein                       | Rittergut |
| Zedtwitz                          | Verschiedene Güter und Höfe zu Zedwitz und Schollenreuth, Obergerichtsbarkeit und Schriftsässerei                                                                                                 |
| Zeulenreuth                       | Schloss und ein halber Gutshof |